# 純情きらり
『純情きらり』（じゅんじょうきらり）は、2006年（平成18年）度前期放送のNHK「連続テレビ小説」第74作で、2006年4月3日から9月30日まで放送されたテレビドラマ。
津島佑子著『火の山―山猿記』を原案とし、昭和初期から戦中戦後にかけてジャズピアニストを目指しさまざまな苦難に立ち向かい音楽と愛に情熱を傾けたヒロインの波乱に満ちた人生を描く。脚本は浅野妙子、主演は宮﨑あおい。

## 制作
原案は津島佑子の『火の山―山猿記』。脚本は浅野妙子。主要な舞台は愛知県岡崎市。連続テレビ小説シリーズで初の愛知県を主な舞台とした作品である。
ヒロインの宮﨑あおいの選定については、1966年（昭和41年）度の『おはなはん』以来行われてきたヒロインオーディションを初めて行わずに、NHKから直々にオファーされた。

## 物語
昭和初期の岡崎市で、7歳になる有森桜子は、4歳のときに母親・マサを結核で亡くしてからというもの、父親・源一郎に男手一つで育てられた。
10年後、16歳になった桜子は、周囲の反対を押し切り東光音楽学校への進学を希望する。そんな矢先、父・源一郎が事故により命を落としてしまう。姉・笛子は進学に反対するが、父が遺してくれたピアノを極めようと没頭する。
翌年、桜子は幼なじみの松井達彦とともに、東光音楽学校を受験するが不合格に終わってしまう。その後、桜子は岡崎に帰ろうとするが、東光音楽学校の教授・西園寺公麿に励まされ、来年もう一度受験することを決意する。
さまざまな紆余曲折を経て、戦地から帰還した達彦と結婚する。その後結核を患いながらも輝一を出産する。輝一に感染しないようにと決して会おうとはしない桜子に、夫・達彦の実家である老舗味噌屋「山長」や有森家の人々は輝一の姿を映画に収め、桜子の意識が朦朧とする中、病室の白壁に映して見せたのだった。
ジャズピアニストを夢見ながら、戦争に揺れる昭和の激動時代を駆け抜けるヒロイン・桜子の波乱万丈の人生を描いていく。

## 登場人物

### 有森家の人々
有森桜子（ありもり さくらこ） → 松井桜子（まつい さくらこ）
演 - 宮﨑あおい（少女時代：美山加恋）
ヒロイン。有森家の三女。戦争に翻弄されながらも一途に音楽を愛し、持ち前の行動力と明るさ、弛まぬ努力で当初はクラシック音楽、やがてはジャズピアニストを目指すことになる。
健気でポジティブ。決めた事は必ず最後までやり通す意志の強さを持っている（笛子からはワガママだと見られることがあり、初期には衝突する場面が多かった）。物語当初は夢を追いかけるあまり周りをみえていない面があったが、杉冬吾や松井達彦と接していくうちに大きく成長していく。両親亡き後の有森家、さらには松井家と「山長」の精神的支柱となってゆくことになる。
女学生時代に下宿していた斉藤直道に惹かれ、これが初恋であった（斉藤の家庭の事情もあって消滅する）。
幼なじみの達彦とは当初は反発し合っていたが、同じ音楽家への道を志し、ともに音楽学校合格を目指す。が、桜子のみが不合格となってしまい、再受験の道を選択し、日中は働きながら西園寺の特別授業を受け、2度目の受験で見事に合格する。が、笛子が教師の職を追われることになってしまい、一家の生活を支えるために入学を諦める。
のち、達彦とは出征前に婚約を果たし、松井家で若女将修業を始め、かねに認められると通いで修業を続ける。笛子らが東京へ向かうと1人で岡崎に残る。戦時中は味噌の統制が行われるも、機転を利かせて「山長」の危機を救い、配給が滞りがちな中でも醤油作りなどにも着手する。
笛子が東京へ旅立つと身の回りの世話をするために後を追って東京へと向かう。
野木山からの電報で「山長」へ戻ると経営を巡ってタネらから邪魔者扱いされる。加えて達彦の安否が不明であることを磯から聞かされ、一足先に帰還したキヨシからは達彦の遺書を手渡され、一旦は達彦の戦死を覚悟するも磯の尽力で立ち直る。同様に達彦の生存を諦め始めていたかねのことを励まし、実の娘のように接するうちに心を通わせ合い、「お母さん」と呼ぶ間柄となる。
かねの死後、店も離れ、絶望していたところを冬吾に励まされたことで恋心を抱くも、笛子のことを思い冬吾への気持ちを断ち切る。
大空襲のニュースを耳にすると笛子らを心配して磯と東京に旅立つ。
笛子らと戻ると西野の紹介で小学生の事務員として働き始め、そのまま代用教員として勤務したが、戦後出征していた正教員が復員したために失職。
昭和21年、かねの一回忌に帰省した達彦と再会。心に大きな傷を負った達彦を支えていくと決めた矢先、正規教員の復職に伴って代用教員の職を追われ、秋山の誘いにしたがって進駐軍相手の演奏を経験する。
達彦と正式に結婚・無事に妊娠するも、結核に侵されてしまい、自分と子の命の選択を迫られる。それでも前向きに、出産による自身への負担を顧みずに輝一を産む。が、昭和22年の診察時には病状が悪化する可能性が示唆される。その後、隔離されてしまい、本編ではその手に我が子を抱くことはできなかった。
最終回では輝一に向けて「苦難を乗り越えて精一杯生きる人生の輝かしさ・素晴らしさ」「たとえ命を失っても、マサから桜子へ、桜子から輝一へと『絆』は音楽の中に脈々と受け継がれること」「どんなに辛い時でも音楽を続けていれば何時も傍で見守っていること」を語った。
好きな曲は、幼いころ母がピアノで弾いてくれた『埴生の宿』父のお気に入りだった『セントルイス・ブルーズ』など。
有森笛子（ありもり ふえこ） → 杉笛子（すぎ ふえこ）
演 - 寺島しのぶ（少女時代：北乃きい）
桜子の長姉で、有森家の長女。通称は「笛姉ちゃん」。モデルは原作者である津島佑子の母・津島美知子（旧姓・石原）。
母亡き後、家計を支えるためにも安定した女学校の教師（桜子も在籍していた）の職に就いていた。
冬吾とは初対面時には気が合わずにいたが、一緒にいるうちに意気投合し、紆余曲折あって無事に結婚。のちに3人の子供（加寿子、亨、由紀子）を授かる。結婚に際し、冬吾には「画家としての人生を歩んでほしい」との思いから、自分が家計を支えることを決める。
しっかり者で模範的行動を良しとしている。テキパキと家事をこなし、料理上手である。妹たちのみならず、叔母の磯にもハキハキと物をいう。何事もきっちりしていないと気が済まず几帳面過ぎるかつ頑固な部分がある。当初は生真面目すぎて融通が利かず、桜子からは「角が生えている」といわれ、事あるごとに衝突する場面が多かった。大人しすぎる杏子のことや末弟の勇太郎の進路も悩みのタネであった。
冬吾と結婚してからは夫の影響を受けてか、次第に角が無くなり穏和になっていった。が、冬吾の過去が知られてしまって教師の職を追われる。そのうち、だんだんと「冬吾が東京に行きたいのではないか」と考え始め、冬吾、杏子とともに東京へ向かう。戦況が厳しい中、長男（亨）を出産し、亨の目の障害の可能性が判明すると家計と亨のために冬吾には秘密にして電話交換手として働き始める。
かねが亡くなると桜子を東京に呼び寄せるために冬吾に有森家を訪ねさせる。
大空襲では運良く子どもらと逃げ延びることができ、桜子との再会は果たせるが冬吾の行方が分からずにショックを受けていた。
大空襲後は家族で岡崎へ戻ることを提案、郵便配達の仕事を始めようとする。昭和19年、冬吾が津軽へ移り住むことを決めたため、再び桜子と離れて暮らす。
昭和21年ごろには何人もの画商相手に冬吾の絵を売り、画商らをもてなすうちにすっかり麻雀も覚え、商売人となっていた。
桜子の結婚式に出席すると、また津軽へと戻って行き、昭和22年、子どもらの夏休みと冬吾の展覧会を兼ねて有森家を訪問。
桜子の結核を知ると当初は出産に反対の立場を取っていた。
杏子の再婚には河原のことがあるために否定的だったが、桜子が味方をしたことと鈴村の決意を聞いたことで認めた。
「有森家の長女」として気丈に振る舞ってはいるが、意外に打たれ弱い所がある（父からは見抜かれていたようである）。
終盤ではサザエさんのような独特のパーマをかけていた。
最終回では次女・由紀子を授かる。
有森杏子（ありもり ももこ） →河原杏子(かわはら ももこ） →有森杏子（ありもり ももこ） → 鈴村杏子（すずむら ももこ）
演 - 井川遥（少女時代：尾﨑千瑛）
桜子の次姉で、有森家の次女。通称は「杏（姉）ちゃん」。大人しい性格で自分を主張することは少ない。道徳心が強く、困っている者を放っておけない心優しい人柄。自分を犠牲にしてまで家族のことを最優先に考える傾向がある。「人のために何か役に立ちたい」との思いが根底にあり、笛子からは甘い考えだと思われがち。
自分とは異なり、まっすぐに夢に向かう桜子のことを応援しており、桜子が東京で生活しているときにはよく手紙を書いていた。
桜子と勇太郎を進学させるために河原亮一と見合い結婚するも、夫から暴力や家政婦同然の扱いを受けたことが原因で離婚する。
その後は桜子に影響されたこともあってか、自分で職を得るために産婆の資格の取得に励み、やがて実家で開業する。厚意から指圧も行うようになっており、近所の老女たちから評判を得るも、冬吾の噂が広がったこともあり、なかなか軌道に乗らずにいた。そのうちに「自分も東京で働きたい」と思うようになり、姉夫婦と東京へと向かい、無事に正看護師の資格を得る。このころ笛子の体調を気遣って手紙で桜子を東京へと呼び寄せる。
看護の道に進んで東京の病院で働いていたころ鈴村浩樹と出会い、既婚であることを知ると若干のショックを受ける。
大空襲時には負傷者の手当てに従事しており、冬吾の処置も行う。また、運び込まれてきた浩樹と2年ぶりの再会をし、孤児の幸とも出会う。
笛子の一家で岡崎で暮らす提案には「自分を待っている人がいる」と断り、東京に残る決意をする。
2度目の大空襲後に浩樹を連れて有森家を訪問し、幸の学校入学前に再婚したい旨を伝え、無事に祝言を終えることができる。
浩樹らと3人で暮らすため、召集が決まった花岡と東京へ戻って行った。
勇太郎の出征が決まると真っ先に桜子に電話で知らせてきた。
戦後は再び岡崎へと戻り、桜子が「山長」へ戻るまで一緒に暮らしていた。
桜子の結核を知ると「自分が気が付いてやれなかったからだ」と後悔する言葉を述べていた。
手術に立ち会っていたために笛子の亨の出産には立ち会えなかったが、亨の目の異変にはいち早く気が付いて治療を薦める。
有森勇太郎（ありもり ゆうたろう）
演 - 松澤傑（少年時代：佐野観世）
桜子の弟で、有森家の長男。通称は「勇ちゃん」。少々呑気な面があり、特に母代わりの笛子から心配されている。
桜子の音楽学校合格と同時期に第八高等学校に合格。さらには昭和18年ごろには東京帝国大学へと進んでおり、有森家の期待を一身に背負う。なお、学生時代は水滴の研究をしていた。
亨の目の障害の件では姉夫婦に批判的であった。
昭和19年頃に海軍への出征が決まるが、直後に終戦を迎えたため、すぐに帰還した。
終戦後は助手として東大に残り、物理の研究に従事。桜子と達彦の結婚式に駆けつけるために久々に岡崎へ戻って来ていた。
桜子が結核を患うと「山長」を見舞いに訪れ、東京で冬吾らの展覧会が成功したことを伝える。
桜子が輝一と隔離されてからは輝一の成長をフィルムに収めていた。
有森源一郎（ありもり げんいちろう）
演 - 三浦友和
桜子たちの父。東京帝大卒業。鉱石採集が好きな岡崎市職員。非常に娘思いの良き父親。早くに妻を亡くし、娘たちのために時間の融通が利く職場を選んでいた。徳治郎からは再婚を勧められていたが、桜子を思って独身を貫く。周囲が反対する中、彼だけは理解を示し桜子の音楽家になる夢を応援していた。
台風の救助活動中に落石事故に遭って亡くなる。
死の直前、大金をはたいて桜子のためにピアノを買っており、これが彼の形見となった。笛子が教師を辞し、家計が苦しくなったために売りに出されてしまうが、出征前に達彦が買い戻した。
有森マサ（ありもり まさ）
演 - 竹下景子（語りも兼任）
桜子たちの母。元小学校教師。
桜子達がまだ幼い頃に病で他界しており、本編開始時点で既に故人。死後も有森家の人々を温かく見守っている。
有森磯（ありもり いそ） → 鮎川磯（あゆかわ いそ）
演 - 室井滋
桜子たちの叔母で、源一郎の妹。おせっかいで世話焼き。ときどき余計な一言を言ってしまう。おだてに弱く、トラブルを持ち込むことも多い。松井かねとは同級で、顔を合わせればいがみ合っているが、本当の気持ちには気が付いている。自称「岡崎初のモダンガール」。いつも派手な衣装を身につけている。
杏子のためにと河原との縁談話を持ち出すも、杏子が河原から暴力を受けていることを知り、押しかけてきた河原から懸命に杏子を守り抜く。
音楽家への道を諦めきれない桜子の姿がかつての自分の姿と重なり、笛子に内緒に学費の援助を申し出るも、これがのちにひと騒動起こしてしまう。
当初は桜子らと同居していたが、姪たち（特に笛子）のことを思い、自ら洋裁店を持って居を移す。
出征した達彦の生死が不明であることを聞くと桜子に伝えた。
かねが達彦の戦死の噂を受け入れて弱気になって桜子に厳しく接するようになると、かねの本当の気持ちを確かめに「山長」へやって来る。桜子がかねにドレスを送る計画を立てたときにも協力する。
かつては東京で生活した経験があり、鮎川周助との間に私生児の和之をもうけたが、息子の将来を思って素性を隠していた。
東京大空襲の知らせを聞くと和之の安否を確かめに桜子と一緒に向かう。2度目の大空襲時にも和之の安否を確かめに単身で東京へ向かい、しばらく和之らのために東京へ残る（本編にも登場しなくなる）。
昭和21年、桜子が名古屋で演奏することを祝ってドレスを贈ってくる。同年4月、久しぶりに岡崎へ戻って桜子の結婚を祝福する。
戦後、周助と正式に結婚。和之には自分が実の母であることをきちんと明かし、東京へと戻った。
桜子が結核を患ったことを聞くと見舞いに訪れ、自身の経験から達彦らに「（子どもを産むのは）理屈ではない」と語った。
有森姉弟の保護者だった人物の中で唯一、最終回まで存命した。
沖田徳治郎（おきた とくじろう）
演 - 八名信夫
桜子たちの祖父で、マサの父。元八丁味噌蔵元「山長」の職人頭。ときどき有森家には肉の味噌漬けを持参する。典型的な明治の頑固親父（磯曰く「面倒な人」、冬吾曰く「なまはげ」）。男女交際に厳しく、一緒に歩いているだけでも理由を問いただす。浦辺仙吉からは「徳さん」と呼ばれる。
冬吾と笛子の結婚に当初は大反対であったが、笛子の決意を聞いたことで結婚を許可する。なお、笛子の妊娠が発覚したときには磯からは「ひいじいちゃん」と呼ばれていた。
桜子とキヨシの縁談話が持ち上がったときには、桜子らを馬鹿にしたかねの言動に腹を立てて追い返した。かねが再度達彦との結婚を願い出たときにも厳しい態度で接していた。
桜子が若女将修業に出たのちは笛子らから頼まれて様子を見に行き、自分で決めたことは最後までやり遂げるように諭し、達彦からの手紙を手渡す。
戦況が厳しさを増すと、味噌を水で薄めようとし、愛弟子の仙吉と衝突する。他の職人たちを食わせてやらなければならないという思いから強行し、「（大事な味噌に）好きこのんで俺がこんなことしてると思うか！」と涙ながら激昂していた。
桜子が「山長」へ嫁いでからはしばらく出番がなかったが、勇太郎の出征を知ると有森家を訪ねて来ており、杏子の再婚時の祝いにも駆けつけていた。
昭和21年4月まで存命であり、桜子の結婚を見届けていた。1人で有森家へ戻ったときにピアノの前でマサの幻を目撃し、孫たちの幸せを噛みしめながら安らかに亡くなった。

### 八丁味噌蔵元「山長」の人々
松井達彦（まつい たつひこ）
演 - 福士誠治（少年時代：柳井宏輝、幼少時代：萩原駿行）
拓司とかねの一人息子。桜子とは学生時代は顔を合わせると言い合いになっていたが、ひたむきに夢を目指す姿に影響され、ピアニストを目指し始める。
東京音楽学校へは桜子よりも先に入学し、入学後は西園寺教授から才能を認められる。上京後、一時期マロニエ荘で生活をしていた（この頃に桜子に対する恋愛感情を意識し始めた）。
父親の死去により岡崎に帰り、家業を継ぐため学校を退学した。
昭和15年夏、桜子と婚約するが、召集される。陸出征後、激戦の中で死を覚悟し、桜子宛の遺書をキヨシに託した。
昭和21年、かねの一周忌に無事に生還。戦争の悲惨さを目の当たりにしたためにトラウマを背負っており、なかなか当主に復帰できず、桜子にも自分のことは忘れるように告げるが、桜子らの献身的な交流を通して徐々に克服する。
改めて桜子に想いを告げ、昭和21年4月、正式に結婚した。桜子が結核を患うと桜子と子どもの命の選択を迫られる。
松井かね（まつい かね）
演 - 戸田恵子
女将。達彦の母。磯とは学生時代からの腐れ縁で、会うたびに口喧嘩を繰り広げるが、本当は心の中で互いに認め合っている親友である。
気が強く、夫を尻に敷いている。桜子のことは「達彦をたぶらかす」と言って毛嫌いし、何かと家柄を引き合いに出してイヤミを言っていたが、達彦の出征をきっかけに身内のことのように千人針を行う桜子の姿を見て、達彦の本当の気持ちに気が付いたことで結婚してくれるようにと頭を下げにやって来る。
出征した達彦の帰りを待ちながら、心を鬼にして桜子に厳しく接して若女将として育てる。
18年前、吉村タミが達彦を連れ出したとされる出来事から、仕事ぶりは評価しているが信用してはいなかった。が、誤解が判明すると達彦との面会を許可した。
戦時中は味噌の価格が統制される憂き目に遭い、議員を説得に向かうも相手にされずに気落ちしていたが桜子の機転に救われる。
桜子が笛子らを追って東京へ向かうとなかなか帰らないために心配して上京して来た。桜子が東京にいる間にタネ一家が居候し始めると、タネの自分本意の行動には気付いているが、争いを避けるために見てみぬフリを決める。その頃から、しきりに「疲れた」「頭が痛い」と口にするようになり、達彦の生死が分からないとの話が伝わると気持ちが折れてしまったようで、店はタネらに任せて寝込んでしまっていた。
気力を取り戻して再度店に立ち始めた矢先、桜子が見せずにいた達彦の遺書を偶然にも見てしまい、気持ちが切れてしまったのか、店先で倒れ、医師の勧めで受診した病院では腹部の腫瘍が発見される。迷惑をかけないようにわざと桜子を遠ざけようとする行動ばかり取って距離ができるが、磯の介入もあり、心を通わせて実の娘のように思い始める。
昭和19年頃からは寝つくようになっており、昭和20年には病状が悪化して自らの死期を悟る。末期には店を桜子に託すための遺言を残して息を引き取る。最期まで達彦のことは亡くなったと認識し、桜子に内密に後添えのための花嫁衣装を準備していた。
松井拓司（まつい たくじ）
演 - 村田雄浩
「山長」の主人（婿養子）。達彦の父。気弱な性格と婿養子という立場から、かねには頭が上がらない恐妻家。八丁味噌のことを心から愛しており、死後、作り方などを細かくメモに残していたことが分かった。
達彦の良き理解者でもあり、達彦の上京にも寛容な態度を示していたが、1年も経たぬうちに病気のために急逝する。
松井輝一（まつい きいち）
演 - 竹内龍之介
桜子と達彦の息子。結核に冒された桜子とは会えずに育てられる。
浦辺仙吉（うらべ せんきち）
演 - 塩見三省
職人頭。徳治郎の弟子にあたる。愛称は「仙さん」。
八丁味噌に懸ける想いは人一倍である。戦況が厳しくなって味噌を統制価格で売らなければならなくなると、味噌を水で薄める与一の提案に猛反対し、師である徳治郎が実際に味噌を薄めてしまうと「こんなものは味噌じゃない!」と必死に制止した。また、かねが八丁味噌の製造中止を告げると職人を辞めることを告げた。が、桜子やキヨシらから影響を受けて職人として留まることを決める。
かねの病が悪化すると桜子を支えるようにと遺言され、桜子宛ての手紙も預かる。
達彦の生還は心から喜んでいたが、当主に復帰しないことよりも桜子と向き合わない態度に納得できないと言っていた。
年齢を重ねたある日、仕込んでいた味噌を腐らせる失態をしでかし、責任を取って職人を辞めると言い出す。が、桜子らが八丁味噌の予約を始めたことに心を打たれて続ける。
野木山与一（のぎやま よいち）
演 - 徳井優
番頭。ユニークな髪形が特徴。仙吉とは名コンビである。
桜子には帳簿の付け方を指導するも、帳簿付け間違いの事件があったために一時期は冷たく接していた。
戦時中の味噌の統制には同量のままで薄めることを提案するも仙吉から大反対される。
タネが「山長」で好き勝手を始めると桜子に電報で急を知らせる。タネのやり方に否定的で、夫妻の悪事を知りながらも、つい口車に乗ってしまって海軍に納める予定の味噌の横流しに手を貸してしまっていたが、かねに許されたことで番頭として留まる。
仙吉同様、かねの病が悪化すると桜子を支えるようにとの遺言を託された。
高島キヨシ（たかしま きよし）
演 - 井坂俊哉（少年時代：村瀬継太）
職人。仙吉を目標としている。幼い頃はガキ大将的存在であり、桜子をいじめていたが、成長するにつれて桜子へ片思いする。何度か桜子に想いを告げるも断られ、次第に達彦との仲を応援するようになる。
桜子が若女将修業に来てからも何かと桜子の味方をする。おふみから惚れられていたが、桜子の陰口を言っていたため、キッパリ意見した。
味噌の価格が統制された頃に召集礼状が届き、桜子にだけ先に打ち明け、10日ほどのちに出征する。一時帰還した際には達彦の遺書を桜子に渡した。
戦後は闇市で大儲けし、再度桜子に結婚を申し出るも断られる。
昭和21年4月の桜子の結婚式に出席していた。
吉村タミ（よしむら たみ）
演 - 阿知波悟美
達彦の元乳母。かねからは「おタミ」と呼ばれる。
かつて「山長」の賄いを一手に引き受けていた。味噌料理の名手で職人らの好物は味噌汁である。桜子の味噌屋修行のために18年ぶりに蒲郡から呼び寄せられた。寝起きを共にし、桜子の姿を見るうちに徐々に認め始め、料理を教え込むために特訓をする。
達彦は、幼少時代、タミの作った「鹿の子寄せ」が大好物だった。店が忙しかったため、達彦にとっては親代わりであった。
18年前、暇を出された腹いせに達彦を連れ出したとされていたが、実は誤解であり、かねのことを思って嘘をつき通していた。かねと和解すると、桜子に「鹿の子寄せ」を教え込み、達彦との18年振りの再会を果たして蒲郡へと帰って行った。
おふみ
演 - 藻田るりこ
店員。
キヨシに思いを寄せているが相手にされていない。桜子を想い続けるキヨシの姿を見ては嫉妬し、当初は桜子に八つ当たりしたり嘘をついたりすることもあったが、ひたむきな姿や店を守ろうとする姿を見て次第に認め、協力的になっていく。
お清
演 - 福田らん
店員。
おふみのキヨシへの想いを知っているため、何かと桜子の噂話をしては反発していたが、だんだんと協力的になっていった。
平助（へいすけ）
演 - 佐藤祐一
職人。
本編での直接の描写はなかったが、戦地へ招集されていたようで、いつまでも仕事に復帰せずにいる達彦を理解できずにいた。
松浦タネ（まつうら たね）
演 - 秋山菜津子
かねの妹で、達彦の叔母。次女に生まれたばかりに「山長」の跡を継げなかった嫉妬と恨みは根深い。夫の利雄と呉服屋を営んでいたが、放漫経営がたたって店を閉めることになり、「山長」に恥を知らずに居候のように転がり込んで居座る。厄介者のトラブルメーカー。息子に甘いが他人には厳しく接する。
桜子が東京に出ている間に我が物顔で幅を利かせ、帳場を仕切るようになる。かねの懐にうまく取り入り、一時期は店での桜子の役割を奪っていた。
死期を悟ったかねからの遺言で念書を取り交わしていたが、死後は桜子に八つ当たり同然の言動をし、喪主の座を奪うばかりか、独断で従業員の解雇をしようとする。
達彦が正式に復帰すると傲慢な性格から孤立し始め、「山長」を去った。
利雄とは異なって店を守りたい気持ちが描写されている場面もあり、単なるワガママだけで行動したわけではないようである。
松浦利雄（まつうら としお）
演 - 六角精児
タネの夫で、達彦の叔父。尻に敷かれがち。野木山曰く「『山長』に来てからは夜遊びばかりしている」。タネと結託し、無断で金庫の番号を変更したり蔵を物色したり、やりたい放題である。
達彦が戦死した噂を聞くと「山長」を乗っ取ろうと考えたが、タネと帳場を追い出されると勝手に道楽を始める。
かねが亡くなると法律を盾に身勝手な行動を正統化して当主の座を狙っていた。
また、達彦が戦地からの生還を果たすと、さも面白くないといった様子であった。
タネとは違い、店に興味がなく、財産目当てだったようである。
松浦太郎（まつうら たろう）
演 - 鈴木駿介
タネと利雄の息子で、達彦の従兄弟。最初は礼儀正しいフリをしていたが、大の勉強嫌いで口が悪い。母を真似て、桜子を「居候」と呼んでいた。

### 岡崎の人々
斉藤直道（さいとう なおみち）
演 - 劇団ひとり
岡崎の師範学校の物理教師。有森家の下宿人。桜子の初恋の人。桜子に「音楽を諦めてはいけない」と言った。博識だが、没頭してしまうと風呂に入るのを忘れがちでぼんやりしている面も多い。
当初は笛子から好意を寄せられるも、桜子を意識し始め、1度は桜子との婚約が決める。直後、父の貿易会社が潰れたために多額の借金を背負ってしまい、婚約を解消する形で東京に帰る。
一時、薫子の取り計らいにより桜子と再会する機会が設けられたが、お互いの気持ちが揺れることを避けるために桜子とは会わずに東京へと戻ることになった。
その後、しばらく本編に登場しなかったが、戦後、桜子の発表会のチラシを偶然出張先の名古屋で見かけて「山長」を訪れる形で再会する。なお、父の会社の清算は終えており、教師と結婚し、東京で再び物理教師として勤めている。
マスター・ヒロ
演 - ブラザートム
桜子らのたまり場である「マルセイユ」（戦争中には敵国語が禁止されて当て字で「丸勢勇」となった）のマスター。愛称は「ヒロさん」。何かと桜子と達彦に協力的。
戦時末期にはコーヒーの材料が手に入りにくくなったこともあり、一時的に閉店を余儀なくされていた。
戦後に再び営業を始め、名古屋での桜子の演奏会が決まると出席する。
西野シヅ子（にしの しづこ）
演 - キムラ緑子
桜子の女学校時代の音楽教師。笛子の同僚でもある。
学校で勝手にジャズを演奏する桜子の言動に厳しく対処していたが、音楽学校を目指す決意を知って考えを改め、ピアノの指導を受け持つ。
桜子が東京へ行ったのちも教師を続けており、笛子と冬吾との婚約を聞きつけ、冬吾の過去を知らせに来た。また、これが原因で笛子が教職を追われそうになると最後まで庇ってくれた。
東京大空襲後、岡崎へ戻った桜子に非常勤講師の仕事を紹介しようと奔走し、どうにか事務員としての就職先を見つけてくる。
山下（やました）
演 - 野村信次
女学校の校長。冬吾の過去を知って笛子の退職を迫った。
高野薫子（たかの かおるこ）
演 - 松本まりか
桜子の女学校時代からの親友。
卒業後は東京の雑誌社で働いていた。
昭和22年に「山長」を訪ねた頃には小説家として活動していた。
高島専蔵（たかしま せんぞう）
演 - 大八木淳史
キヨシの父。刃物職人。
小林（こばやし）
演 - 平田満
内科医師。肺結核で倒れた桜子の治療を行う。
耕助（こうすけ）
演 - 大竹浩一（少年時代：下山葵）
キヨシの悪ガキ仲間の1人。
戦地から生還を果たすとキヨシらと闇市へ商売を始める。
昭和21年、桜子の結婚式にも出席していた。
治（おさむ）
演 - ペ・ジョンミョン（少年時代：水田吏維也）
キヨシの悪ガキ仲間の1人。
しばらく本編に登場しなかったが、戦後にキヨシと闇市で商売を始めて大儲けする。
昭和21年、桜子の結婚式にもキヨシらと出席する。
みさえ
演 - 北原ひとみ
かず代（かずよ）
演 - 春田瑠里
好子（よしこ）
演 - 阿部麻似子
桜子の女学校時代の友人。
キク
演 - 二宮弘子
しずえ
演 - 恩田恵美子
ヨシ
演 - 花原照子
上記3名は有森家の近所の住人。

### 東京の人々

#### 杉家
杉冬吾（すぎ とうご）
演 - 西島秀俊
マロニエ荘の住人。津軽出身の青年画家。モデルは原作者の父・太宰治。のちに笛子と結婚し、3人の子ども（加寿子、亨、由紀子）を授かる。
自分の生活習慣に無頓着なため、金銭感覚に欠けており、日々の食事にも事欠いている。身なりにも気を配っていない。ある日ふらりといなくなったり、都合が悪くなると逃げ出してしまうなど、たびたび騒動を巻き起こす。1つの場所に落ち着かず、居場所を転々とする。一方、温厚かつ寛容で飄々としており、トラブルに遭遇しても落ち着いた態度を見せるため、周りからは頼りにされている（『火の山―山猿記』では、厄介な性格で悲観主義と太宰に似た人物像となっており、ドラマとは人柄が大幅に異なっている）。
同じ芸術仲間である桜子に大きな影響を与えた人であり、兄のように慕われ、やがて本当に兄（姉の夫）となる。
過去に許嫁の御崎しま子と心中を図ったほか、左翼運動に関わって逮捕されたことがある。
相婿・達彦には「（桜子のことが）好きならただ思っているだけでいい」と助言する。
戦時中は笛子、杏子と東京へと移って行った。兵役は肋膜に影があるとのことで免れ、画家として「今を描くこと」を決めて暮らしていく。が、戦時中に開いた展覧会が失敗に終わったばかりか絵も買い取って貰えなくなってしまい、笛子らを支えるために肖像画を描く仕事だと偽って鋳物工場で働き始める。
達彦やかねを失い一時絶望した桜子が前向きに生きる姿をみて惹かれ合う。
大空襲では途中までは笛子らと一緒だったが「スケッチをする」と離れてしまい、瓦礫の下敷きになっているところを桜子に発見される。足を負傷して一時は意識が混濁した状態だったがある程度まで回復し、笛子の岡崎へ戻る提案に従う。
足の怪我のために兵役は免れたものの、岡崎へ戻っても大空襲で見た光景が忘れられずに精神的な回復はせず、絵が描けなくなってしまう。
昭和19年、笛子らと津軽へ移り住む。
戦後は画家として世間に認められているが、昭和21年、津軽での生活に嫌気が差して岡崎へ逃げ出して来る。
昭和22年、岡崎での展覧会の成功を祝って飲んだ酒が原因で酔って橋から転落。生死の境を彷徨うも無事に生還する。
杉加寿子（すぎ かずこ）
演 - 櫻井詩月 → 奥山志紀 → 佐々木麻緒
杉家の長女で、桜子と達彦の姪。徳治郎の初曾孫。
杉亨（すぎ とおる）
演 - 眞柄直輝 → 本川嵐翔 → 澁谷武尊
杉家の長男で、桜子と達彦の甥。叔母の杏子が生まれつき目に障害（網膜症）の可能性があるといわれた。原因は不明だが網膜の細胞が破壊されていき、将来的には失明することが懸念されている。
音楽の素養があり、桜子の傍らで演奏に耳を傾け、同級生の前で上手に演奏する。

#### マロニエ荘の人々
花岡八州治（はなおか やすじ）
演 - 相島一之
マロニエ荘の住人兼大家。売れない画家。冬吾とは親友。絵が売れないときには詐欺まがいの占いなどで生計を立てている（見事に桜子は釣られてしまい、マロニエ荘で暮らすことになった）。一時期、杏子に想いを寄せるものの、杏子の結婚によって儚く散ってしまった。
戦時中は冬吾に東京へ戻って来るように説得にやって来る。また、新美術協会を設立し、マロニエ荘の住人たちの生活を支えるために自らの本意に反して戦意高揚の絵を描き守田と衝突する。展覧会では自分の絵を描いたことで軍部を怒らせ、それが災いして仕事がなくなり、再び戦意高揚の絵を描き始める。
大空襲では無事に怪我もなく、笛子らに会いに来た桜子と再会する。
大空襲後には笛子の案に便乗して岡崎の有森家に居候する。
2度目の大空襲後に召集令状が届けられ、冬吾に「生きて絵を描くように」と泣きながら伝えて東京へと去って行った。
戦後は冬吾とは異なってバッシングを受けて苦境に立たされた。
昭和22年にはバッシングも落ち着いて才能を認められていた。
野上八重（のがみ やえ）
演 - 原千晶
画家を目指すマロニエ荘の住人。元は織物問屋の娘。マリより後に入居した。当初は桜子の受験を賭けの対象にするなど仲は良くなかったが、だんだんと姉のように心を通わせていく。
八州治より先に冬吾に東京へ戻って来るように説得に訪れたときには守田と交際していた。
戦時中は苦境に立たされ、着物の図案を描くなどして生活する。
のち、守田とは死別するも無事に子を産む。
昭和22年、冬吾らと共同で展覧会を開催しており、世間から才能を認められていた。
橘マリ（たちばな まり）
演 - 椋木美羽
マロニエ荘の住人。ダンスホールのダンサー。年齢による衰えに悩んでいる。はっきり物を言うため、気に入らない客は追い払ってしまい、客が寄りつかなくなっている。出会った当初は桜子が弾くピアノを「うるさい」と言い、高圧的で突っかかる物言いばかりしていた。
継母にイジメを受けて折り合いが合わなくなってしまい、13歳の頃に家出をしたらしい。八重よりも先に入居しており、その頃は若さもあって優しい言葉をかける心のゆとりがあり、励まし合いながら暮らしていた。
冬吾を好いていたが、笛子と気が合ったことを知って失恋した。
戦時中は八州治とともに冬吾の説得に訪れた。
小野寺ハツ美（おのでら はつみ）
演 - たくませいこ
マロニエ荘の住人。大阪出身。ホルン奏者を目指しており、東京音楽学校を4度目の受験でようやく合格した。
達彦に恋心を抱くも桜子と両想いになったことで叶わなかった。
守田敏（もりた とし）
演 - 若林久弥
画家志望のマロニエ荘の住人。
戦時中に八重とは恋仲になるが、時勢が厳しくなると徴兵をこなしながら絵を描くようになり、戦争画ばかり描く八州治とは対立する場面もあった。
出征したのちに戦死する。
鮎川和之（あゆかわ かずゆき）
演 - 荒川優
画家志望のマロニエ荘の住人。貧乏暮らしで、食事代や銭湯代も削っている。
実は磯と周助との間の子（有森姉弟とは従姉弟関係にあたる）。磯とは2歳の頃に生き別れになっていた。
大空襲時には一時期生死が分からずにいた。マロニエ荘に戻ったところで桜子らと会えるも、冬吾の話を聞くと「スケッチに行く」などと言い出して磯に制止された。
母と血の繋がりがないことには気がついており、何かと面倒を見る磯が実の母ではないかと考え始める。
昭和22年時点で冬吾らと個展を開催していた。
鮎川周助（あゆかわ しゅうすけ）
演 - 中山仁
磯が東京にいた頃の不倫相手で、和之の父。貿易商。麹町在住。正妻との間に子が無く、磯との間に生まれた和之を嫡男としている。画家を志す和之には厳しく接している。
2度目の東京大空襲で正妻を失い、自身も大怪我を負ってしまう。
和之には磯のことを隠していたが、戦後、正式に結婚した。

#### 西園寺塾の関係者
西園寺公麿（さいおんじ きみまろ）
演 - 長谷川初範
東京音楽学校教授。著名なピアニスト。ピアノ塾「西園寺塾」を開いている。桜子のピアノを「下手」と評したが、才能を見出し、桜子の良き理解者となる。
戦争が始まると軍歌を依頼されるなどしていたが、だんだんと軍部とうまくいかなくなってゆき、満州へと渡る。終戦後は本土へ戻って音楽活動を再開させていた。
昭和22年、達彦から頼まれ、桜子が編曲した作品に目を通した上で「山長」を訪問。演奏会で自分の手で発表すべきだと告げる。
桜子に頼まれて冬吾の働き口を紹介したこともあった。
役名の由来は『太平記』で長谷川が演じた西園寺公宗から。
秋山均（あきやま ひとし）
演 - 半海一晃
ジャズサックス奏者。
西園寺に才能を見込まれるほどの腕前。東京音楽学校への入学を勧められていたものの、西園寺の用意した支度金を持ち逃げしてそのまま行方不明になっていた。
ダンスホールの花形として活躍していた頃に桜子と出会い、再び西園寺と会ってからは表舞台から姿を消していた。
昭和18年頃、ボロボロの姿で現れ、桜子の配給米を盗んで逃げ出す。数日後、桜子に奪った配給米を返しに来たところで栄養失調が原因で倒れてしまい、そのままマロニエ荘で療養するも気持ちが荒みきって「何をやっても無駄」と悲観的にもなっていた。が、満州に渡る前に挨拶にやって来た西園寺の姿に心を動かされて以前のような輝きを取り戻す。
戦後は名古屋で進駐軍相手にジャズを演奏しており、桜子をメンバーに誘うとともに編曲を教えた。
松尾（まつお）
演 - 村杉蝉之介
西園寺の助手。西園寺の不在時には代わりに桜子の指導を行っていた。
桜子の弟子入りに反対していた。
岩見沢るり子（いわみざわ るりこ）
演 - 初音映莉子
「西園寺塾」の生徒。4歳からピアノを始め、達彦とともに東京音楽学校に入学する。
「貧乏人は音楽をする意味がない」と桜子を見下していた。

#### その他
岡村伊蔵（おかむら いぞう）
演 - 外波山文明
学費を稼ぐために桜子が働いていた食堂の主人。

#### 鈴村家
有森杏子（ありもり ももこ）→ 河原杏子（かわはら ももこ）→有森杏子（ありもり ももこ） → 鈴村杏子（すずむら ももこ）
前述「有森家の人々」を参照
鈴村士郎（すずむら しろう）
演 - 苅谷俊介
隣組の組長で、浩樹の父。マロニエ荘の住人らに何かと難癖をつけてくるが、桜子の努力で和解する。
直後に起きた東京大空襲で焼死した。
鈴村浩樹（すずむら ひろき）
演 - 高橋和也
士郎の息子。元は指物職人。戦地で負傷したために帰国した。父、妻、子を東京大空襲で亡くし、助け出せなかった失意を抱えながら救護所に運び込まれてくる。
悲しみを乗り越え、何かと支えてくれた杏子と再婚。桜子と勇太郎とは義兄、達彦とは相婿関係になった。
戦後は桜子と一緒に住み始める。
達彦の生還を知ると、自身も戦争によって苦しい思いをした経験から励ました。
鈴村美智子（すずむら みちこ）
演 ‐ 中村綾
浩樹の妻。空襲に巻き込まれて亡くなる。
幸 → 鈴村幸（さち → すずむら さち）
演 - 岩本千波→新井優歌
東京大空襲で戦災孤児となり、1人で路頭に迷いながら泣いていたところを杏子が見つけた（当初は杏子の後ろを歩くばかりで言葉を発することもなかった）。停電時には蝋燭の炎に怯える描写もあった。
杏子と浩樹の養女となり、3人で暮らすことになる。

### その他
河原亮一（かわはら りょういち）
演 - 池田鉄洋
名古屋の資産家。杏子と見合い結婚したが、結婚した理由は家政婦のように賃金を払わずに家事をしてくれる人が欲しかったためで、彼女を家政婦同然に酷使し、気に入らないことがあれば暴力を振るった。杏子への仕打ち知られるところとなり、程なく離婚する。
河原幸恵（かわはら ゆきえ）
演 - 山田昌
亮一の義母（亮一は養子で血が繋がっていない）。頑迷な性格で河原家の格式ばかりを重んずる。
御崎しま子（みさき しまこ）
演 - 光浦靖子
冬吾の許嫁。かつて冬吾とは（事故だったとはいえ）心中を計った。冬吾を追って上京してくる。
若山哲平（わかやま てっぺい）
演 - 途中慎吾
戦地で達彦と同じ部隊にいた若い兵隊。姉の百合子が親代わりであった。
負傷していたため、撤退時に軍に見殺しにされ、結果として見捨てることになってしまった達彦の心に深い傷を残す。
若山百合子（わかやま ゆりこ）
演 - 木村多江
哲平の姉。哲平の親代わりであり、哲平が自慢の弟であった。
戦地から帰った達彦が桜子と訪ね、結果的に見捨ててしまったことを謝罪すると「（戦争を）許さない」と言う。また、「弟（＝哲平）には未来がないが、あなた（＝達彦）には未来がある」と言った。
昭和21年4月、桜子の結婚式当日に「山長」を訪ねて来る。
大村（おおむら）
演 ‐ 長谷川公彦
少佐。
島本（しまもと）
演 - 阿部六郎
かねを診察した大学病院の医師。
村木 和男（むらき かずお）
演 - 市川勇
桜子が勤務した小学校の教頭。
飯島（いいじま）
演 - 大門正明
桜子が勤務した小学校の校長。
篠原（しのはら）
演 - 伊藤昌一
桜子が勤務した小学校の教諭。
坂口良太（さかぐち りょうた）
演 - 横田剛基
桜子が勤務した小学校の疎開児童。
沢井ウメ（さわい うめ）
演 - 木野花
鋳物工場の従業員。冬吾に当たりがキツかったが、次第に打ち解けていく。
冬吾に厳しく接していたのは一人息子が戦死したためである。
その他
演 - 天野勝弘、石井苗子、村澤寿彦、楠見彰太郎、世古陽丸、永田恵悟、笹木彰人、江口ナオ、田村直子、俵木藤汰（俵木藤太表記）、松本夢子、渡邉安理、吉川健、池波玄八、田辺愛美、土田アシモ、舟久保依吹、井之上隆志、木幡竜、吉本信也、九太朗、矢田耕司、山本東、雨音めぐみ、阿部朝子、高仁和絵、倉橋悦子、佐藤文雄、志村武宣、新井優歌、野口雅弘、木田有香、戎怜菜、長谷川ほまれ、本多晋、中山克己、上村依子、山口みよ子、本多隆二、平田康之、伊東知香、外海多伽子、東山明美、藤本洋子、伊藤正博、浜口悟、天田暦

## スタッフ
- 原案 - 津島佑子「火の山―山猿記」（講談社刊） 
  - 単行本 上 ISBN 4062090902、下 ISBN 4062090910
  - 文庫 上 ISBN 4062752964、下 ISBN 4062752972
- 脚本 - 浅野妙子[1]
- 音楽 - 大島ミチル[1]
- サウンド・プロデューサー - 伊藤圭一
  - チェロ演奏 - 長谷川陽子
  - フルート演奏 - 中川昌三、旭孝
  - オーボエ演奏 - 庄司知史
  - クラリネット演奏 - 星野正
  - ホルン演奏 - 西條貴人、和田博史、五十嵐勉
  - ハープ演奏 - 朝川朋之
  - パーカッション演奏 - 草刈とも子、戸田みどり
  - ストリングス演奏 - 篠崎正嗣グループ
  - ピアノ演奏 - 美野春樹
  - ギター演奏 - 千代正行
  - ベース演奏 - 斉藤順
  - ラテンパーカッション演奏 - 川瀬正人
- 挿入歌 - 「夢の翼」

作詞 - さくらちさと、作曲 - 大島ミチル、編曲 - 佐藤泰将、歌 - 新妻聖子
- 語り - 竹下景子（有森マサ役を兼任）
- 副音声解説 - 江原正士
- タイトル映像 - 伊藤有壱
- ジャズ監修 - 藤井英一
- ピアノ・音楽指導 - 上野朋洋、湯川珠美
- 時代・風俗考証 - 天野隆子
- 軍事考証 - 寺田近雄
- 三河ことば指導 - 倉橋悦子（本編にも出演）
- 津軽ことば指導 - 佐藤文雄（本編にも出演）
- サックス指導 - 西村貴行
- ダンス指導 - 二ツ森司
- 所作指導 - 中村又蔵
- 医事監修 - 青木正和
- 医事指導 - 中村毅志夫
- 助産指導 - 大葉ナナコ
- 看護指導 - 佐藤エキ子
- 草笛指導 - 木下吹葉
- 料理指導 - 里見陽子
- 仏事指導 - 金嶽宗信
- 劇中絵画・指導 - 松田一聡
- 擬斗 - 深作覚、村瀬良則、竹田道弘 [6]
- ピアノ演奏 - 湯川珠美、村田孝樹、吉井一摩、今西泰彦、上野朋洋
- 撮影協力 - 愛知県岡崎市、千葉県立房総のむら、江戸東京たてもの園、東京都台東区、わたらせフィルムコミッション、栃木県フィルムコミッション、神奈川県立音楽堂、東京藝術大学、愛知大学豊橋校舎
- 資料提供 - 無言館、日比谷公会堂
- 制作統括 - 銭谷雅義
- 制作 - 管原浩
- 美術 - 荒井敬、西村薫、島津桃衣子、神林篤、奥野朝子
- 技術 - 川崎和彦、大沼雄次
- 音響効果 - 柳川起彦
- 編集 - 久松伊織
- 記録 - 小林澄枝
- 撮影 - 安藤清茂、杉山吉克、中村直史、富木雅人
- 照明 - 新藤利夫、牛尾裕一
- 音声 - 渡辺暁雄、中村進一
- 映像技術 - 水元祐二、中沢一郎、武市寛之、真弓敬司、山田康一
- 美術進行 - 毛尾喜泰、川村裕一、萩原春樹、大野輝雄
- 演出 - 小松隆、田中健二 / 管原浩、海辺潔、福井充広、岡本幸江、石塚嘉、大関正隆、松川博敬、熊野律時
- 制作・著作 - NHK

## 放送日程
| 放送週 | 放送回    | 放送日            | サブタイトル           | 演出                       |
| ------ | --------- | ----------------- | ---------------------- | -------------------------- |
| 第01週 | 01 - 06   | 4月03日 - 4月08日 | 父の見合い             | 小松隆                     |
| 第02週 | 07 - 012  | 4月10日 - 4月15日 | ピアノがやって来た     | 小松隆                     |
| 第03週 | 013 - 018 | 4月17日 - 4月22日 | 恋のプレリュード       | 田中健二                   |
| 第04週 | 019 - 024 | 4月24日 - 4月29日 | プロポーズは突然に     | 田中健二                   |
| 第05週 | 025 - 030 | 5月01日 - 5月06日 | 運命の分かれ道         | 小松隆                     |
| 第06週 | 031 - 036 | 5月08日 - 5月13日 | サクラサク?            | 田中健二                   |
| 第07週 | 037 - 042 | 5月15日 - 5月20日 | 貧乏なんか怖くない     | 海辺潔                     |
| 第08週 | 043 - 048 | 5月22日 - 5月27日 | 初めての連弾           | 海辺潔                     |
| 第09週 | 049 - 054 | 5月29日 - 6月03日 | 今宵、君と踊ろう       | 福井充広                   |
| 第10週 | 055 - 060 | 6月05日 - 6月10日 | 夏の日の別れ           | 小松隆                     |
| 第11週 | 061 - 066 | 6月12日 - 6月17日 | キューピッド志願       | 田中健二                   |
| 第12週 | 067 - 072 | 6月19日 - 6月24日 | 絆が試されるとき       | 海辺潔                     |
| 第13週 | 073 - 078 | 6月26日 - 7月01日 | 私には今しかない       | 福井充広                   |
| 第14週 | 079 - 084 | 7月03日 - 7月08日 | 若女将の試練           | 小松隆                     |
| 第15週 | 085 - 090 | 7月10日 - 7月15日 | 別れのコンチェルト     | 田中健二                   |
| 第16週 | 091 - 096 | 7月17日 - 7月22日 | 磯おばさんの秘密       | 福井充広                   |
| 第17週 | 097 - 102 | 7月24日 - 7月29日 | 希望は捨てません       | 石塚嘉                     |
| 第18週 | 103 - 108 | 7月31日 - 8月05日 | いつかまたピアノは響く | 大関正隆                   |
| 第19週 | 109 - 114 | 8月07日 - 8月12日 | ショパンよ母に届け     | 田中健二                   |
| 第20週 | 115 - 120 | 8月14日 - 8月19日 | 来ぬ春を待ちわびて     | 石塚嘉                     |
| 第21週 | 121 - 126 | 8月21日 - 8月26日 | 生きる歓（よろこ）び   | 大関正隆                   |
| 第22週 | 127 - 132 | 8月28日 - 9月02日 | さよならを越えて       | 田中健二 松川博敬 熊野律時 |
| 第23週 | 133 - 138 | 9月04日 - 9月09日 | 思いがけない帰還       | 大関正隆                   |
| 第24週 | 139 - 144 | 9月11日 - 9月16日 | あなたがここにいる限り | 松川博敬                   |
| 第25週 | 145 - 150 | 9月18日 - 9月23日 | 夢に見た演奏会         | 岡本幸江                   |
| 最終週 | 151 - 156 | 9月25日 - 9月30日 | いのち、輝いて         | 田中健二                   |

放送期間平均視聴率19.4%、初回視聴率は17.7%、最高視聴率は24.2%、であった（ビデオリサーチ調べ、関東地区・世帯）。

### 第14週の変則編成について
第14週（第79 - 84回）については、7月5日は、早朝の北朝鮮によるミサイル発射実験関連のニュースにより、その日の総合の放送・再放送ともに休止になったため、総合の放送のみ1日ずつ繰り下げ（衛星2波は7月5、6、7日の放送分が1日先行する形での放送）となり、以下のような編成となった。
| チャンネル（時間）   | 7月3日（月） | 7月4日（火） | 7月5日（水） | 7月6日（木） | 7月7日（金） | 7月8日（土） | 7月8日（土）  |
| -------------------- | ------------ | ------------ | ------------ | ------------ | ------------ | ------------ | ------------- |
| BS2（7:30）          | 79回         | 80回         | 81回（7:45） | 82回         | 83回         | 84回         | 84回          |
| BShi（7:45）         | 79回         | 80回         | 81回         | 82回         | 83回         | 84回         | 84回          |
| 総合（8:15）         | 79回         | 80回         | （休止）     | 81回         | 82回         | 83回         | 84回（8:30）  |
| 総合 再放送（12:45） | 79回         | 80回         | （休止）     | 81回         | 82回         | 83回         | 84回（13:00） |

### 総集編
| 放送回 | 放送日   | サブタイトル               |
| ------ | -------- | -------------------------- |
| 第1回  | 12月25日 | ピアノへの憧れ             |
| 第2回  | 12月26日 | 絆（きずな）が試されるとき |
| 第3回  | 12月27日 | 若女将の試練               |
| 最終回 | 12月28日 | いのち、輝いて             |

## 放送時間
本放送
- 毎週月曜日 - 土曜日 7時30分 - 7時45分（BS2）
- 毎週月曜日 - 土曜日 7時45分 - 8時（BShi）
- 毎週月曜日 - 土曜日 8時15分 - 8時30分（総合）

再放送
- 毎週月曜日 - 土曜日 12時45分 - 13時（総合）
- 毎週土曜日 9時30分 - 11時（BS2） ※1週間分（6回）を一括して再放送

特別編
- 放送局：総合
  - 放送日：2006年5月3日
  - 放送時間：8時35分 - 9時25分

特別編（放送終了後）『純情きらりスペシャル 〜桜子と達彦、愛の軌跡〜』
- 放送局：総合
  - 放送日：2006年12月16日（再放送：2006年12月29日）
  - 放送時間：21時 - 23時（再放送：8時 - 10時）

総集編
- 放送局：BS2
  - 放送日：2006年12月25日 - 12月28日
  - 放送時間：（各日）8時30分 - 9時15分

5月の特別編以外解説放送あり（5月の特別編はステレオ放送）
アンコール放送
- 放送局：BShi
  - 放送日：2008年9月29日 - 2009年3月28日(10月21日から10月25日、11月1日、11月8日、12月28日から1月4日休止)
  - 放送時間：月曜日 - 土曜日 19時45分 - 20時

11月6日・13日は19時30から2回連続、3月24から27日は19時から4回連続放送
- 放送局：BSプレミアム
  - 放送日：2013年4月8日 - 10月5日
  - 放送時間：月曜日 - 土曜日 7時15分 - 7時30分

- 放送局：総合
  - 放送日：2020年7月8日 - 2021年1月8日
  - 放送時間：月曜日 - 金曜日 16時20分 - 16時50分（1日2回ずつ放送）

他局による再放送
- 放送局：ファミリー劇場
- 2018年から2020年は、AbemaTVでも配信された。

## エンディング
「わが街の音楽家」として、舞台となる愛知県で音楽活動をしている人たちを紹介している。
この作品以降、エンドカードが「（ドラマ名）終  製作・著作 NHK」となり、『おちょやん』まで継続された。

## 受賞歴
- 第50回ザテレビジョンドラマアカデミー賞 [10]
  - 主演女優賞（宮﨑あおい）
- 第44回ゴールデンアロー賞
  - 放送賞 ドラマ部門（宮﨑あおい）
- 第15回橋田賞[11]
  - 浅野妙子、宮﨑あおい